# 土居良三
土居 良三（どい りょうぞう、1921年1月11日 - 2005年5月15日）は、日本の伝記作家。

## 経歴
東京生まれ。東京帝国大学法学部、海軍経理学校を卒業、学徒出陣の一員であった。戦後は実業界で、テキスタイル・コンサルティング代表取締役等を務めた。
軍艦奉行・木村摂津守（木村芥舟）の従者として咸臨丸に搭乗し、太平洋を渡り渡米した長尾幸作の曾孫で、その航海日誌『鴻目魁耳』を手がかりに、『咸臨丸海を渡る』を著し、1994年に和辻哲郎文化賞受賞。
以後は、没するまで勝海舟など、幕末期（江戸幕府方）の人物評伝を執筆した。

## 著書
- 『咸臨丸海を渡る 曽祖父・長尾幸作の日記より』未來社 1992、中公文庫　1998.12
- 『軍艦奉行木村摂津守 近代海軍誕生の陰の立役者』中公新書 1992
- 『幕臣勝麟太郎』文藝春秋 1995
- 『幕末五人の外国奉行 開国を実現させた武士』中央公論社 1997
- 『開国への布石 評伝・老中首座阿部正弘』未來社 2000
- 『評伝堀田正睦』国書刊行会 2003
- 『学徒特攻その生と死 海軍第十四期飛行予備学生の手記』（編）国書刊行会. 2004